# Hoofdpostkantoor Keulse Poort
Het regionale Hoofdpostkantoor Keulse Poort in Venlo is gebouwd in 1938 naar een ontwerp van Rijksbouwmeester Hoekstra. Het gebouw is ontworpen in de bouwstijl van het Traditionalisme met toepassing van historiserende elementen met name rond de hoofdingang aan de zuidzijde en aan de oostzijde. Het gebouw staat op de Lijst van rijksmonumenten in Venlo (plaats).

## Over het gebouw
Aan de rechterzijde van de hoofdingang is een voorstelling van de Gelderse Poort, Venlona en een krijger afgebeeld in witte natuursteen. Aan de linkerzijde van de ingang een afbeelding van de Roermondse Poort, een mijnwerker en een Limburgs landschap. Aan de bovenzijde van de hoofdentree is het Nederlandse Wapen in witte natuursteen aangebracht, compleet met wapenspreuk Je Maintiendrai. Aan de oostzijde van het hoofdgebouw is een deur die vroeger de ingang voor de directeur was, met daarboven, in witte kalksteen, de afbeeldingen van Hubertus Goltzius, Michaël Mercator en Erycius Puteanus. Aan de zijde van de Deken van Oppensingel (oostzijde) werd in 1969 een vleugel aangebouwd, waardoor het oorspronkelijk L-vormige gebouw een carrévorm kreeg.
De gemeente Venlo wil het gebouw meenemen in de plannen voor het Museumkwartier, maar KPN heeft het gebouw nog zeker tot 2026 in gebruik als schakelstation.

## Monumentale waarde
- Cultuurhistorische waarde als bijzondere uitdrukking van een typologische ontwikkeling binnen de architectuur van postkantoren.
- Architectuurhistorische waarde vanwege het belang van het pand voor de bovenregionale geschiedenis van de architectuur; de esthetische kwaliteiten van het ontwerp en als voorbeeld van het oeuvre van Rijksbouwmeester Hoekstra.
- Ensemblewaarde door de markante en beeldbepalende situering aan de Keulse Poort.
- Architectonische gaafheid van het ex- en een deel van het interieur en de architectuurhistorische en typologische zeldzaamheid.

## Tijdelijk museum
In 2015 werd in Kerkrade het Discovery Museum verbouwd. Om die reden moest het museum tijdelijk onderdak vinden op andere locaties. Onder andere het postkantoor in Venlo werd tijdelijk in gebruik genomen als "Discovery Museum Continium Experience".

## Nieuwe locatie museum Van Bommel Van Dam
In 2017 vond er een verhuizing plaats van het Museum Van Bommel Van Dam dat tot die tijd in het Julianapark lag. Tegelijkertijd werd het kunstmuseum geprivatiseerd, en werd er een plan opgesteld om meer bezoekers te trekken dan 10 à 15 duizend per jaar. Op 5 september 2021 werd het museum op de nieuwe, verbouwde en uitgebreide locatie heropend. Een deel van het gebouw, waaronder het restaurant, de kelder- en zolderverdieping, is vrij toegankelijk.